# Dufourea exulans
Dufourea exulans är en biart som beskrevs av Ebmer 1984. Dufourea exulans ingår i släktet solbin, och familjen vägbin. Inga underarter finns listade i Catalogue of Life.